# Džangl spid
Džangl spid (engl. Jungle Speed) је igra s kartama koju je razvila izdavačka kuća Esmodi edišons (engl. Asmodee Editions).. Igra se sa nestandardnim kartama i totemom. Proširena verzija je takođe dostupna, što čini igru još težom.

## Pravila
Prvo se sve karte podele licem nadole. Jedan po jedan, igrači okreću svoje karte. Čim se nađu dve karte sa istim simbolima, dva igrača čije su te karte treba da probaju da uzmu totem (ovo se naziva duel), koji treba da se nalazi na sredini površine na kojoj se igra. Igrač koji je prvi uzeo totem daje sve svoje okrenute karte igraču koji je bio sporiji. Cilj igre je ostati bez karata. Simboli su vrlo slični i ima mnogo zamki. Ako igrač uzme totem kada nije trebalo mora da pokupi svačije okrenute karte. Sve karte „strelice“ označavaju specijalna pravila na koja treba obratiti pažnju.
Pobednik je prvi igrač koji ostane bez karata.
U proširenoj verziji se nalazi još 80 karata i dve nove specijalne karte.

## Specijalne karte
- Osnovna verzija:
  - Svi hvataju: Svi igrači istovremeno pokušavaju da uhvate totem. Igrač koji uspe da ga uhvati prvi stavlja svoje okrenute karte ispod totema i igra prvi. Kada sledeći put neko izgubi u duelu on kupi i karte koje su ispod totema.
  - Svi okreću: Broji se do 3 i onda svi okreću karte u isto vreme.
  - Boje: Kada se ova karta izvuče pa sve dok se ne poklopi ili skloni ne gledaju se oblici karata već samo da li su iste boje. Kad god se izvuku dve karte iste boje igrači treba da se bore za totem.
- Proširena verzija:
  - Ruke: Kada se ova karta izvuče, svi igrači treba da stave svoju ruku na totem (prvi na totem, svi sledeći na ruku onoga ko je stavio pre njih) i kada svi stave ruke igrač sa rukom na totemu daje svoje karte igraču čija je ruka na vrhu.
  - Gledaj desno: Svi gledaju karte osobe desno od sebe i bore se u duelima kao da su to njihove karte. Ako pobede ipak daju svoje karte izgubljenom.

## 
verziju igre je početkom 2009. godine razvila firma Playful Entertainment i sve kritike su joj dale visoke ocene pod uslovom da se igra u multiplejer modu.

## Spoljašnje veze
- Fejsbuk grupa za srpske igrače
- zvanični sajt Архивирано на веб-сајту  (7. фебруар 2011)